# William Gilmore
Pour les articles homonymes, voir Gilmore.
William Gilmore, né le 16 février 1895 et mort le 5 décembre 1969 à Philadelphie, est un rameur d'aviron américain.

## Palmarès

### Jeux olympiques
- Paris 1924
  -  Médaille d'argent en skiff.
- Los Angeles 1932
  -  Médaille d'or en deux de couple[1].